# Charles Eisen
Charles Joseph Dominique Eisen (Valenciennes, 17 agosto 1720 – Bruxelles, 4 gennaio 1778) è stato un pittore, incisore e disegnatore francese, specializzato nella rappresentazione di soggetti ad acquerello.

## Biografia
Figlio di François Eisen e di Marie-Marguerite Gainse, si formò alla scuola del padre e di Jacques-Philippe Le Bas. Proseguì i suoi studi presso l'Accademia di San Luca a Parigi, di cui divenne vice direttore. Fu maestro di disegno di Madame de Pompadour e disegnatore del re (dessinateur du roi). Il 20 settembre 1743 sposò Anne Aubert, più vecchia di lui di 13 anni, da cui ebbe 6 figli, tra cui Christophe-Charles e Jacques-Philippe, pittori.  Nel 1776, dopo la chiusura dell'Accademia, a causa dell'ostilità di Madame de Pompadour fu costretto a lasciare Parigi per Bruxelles.

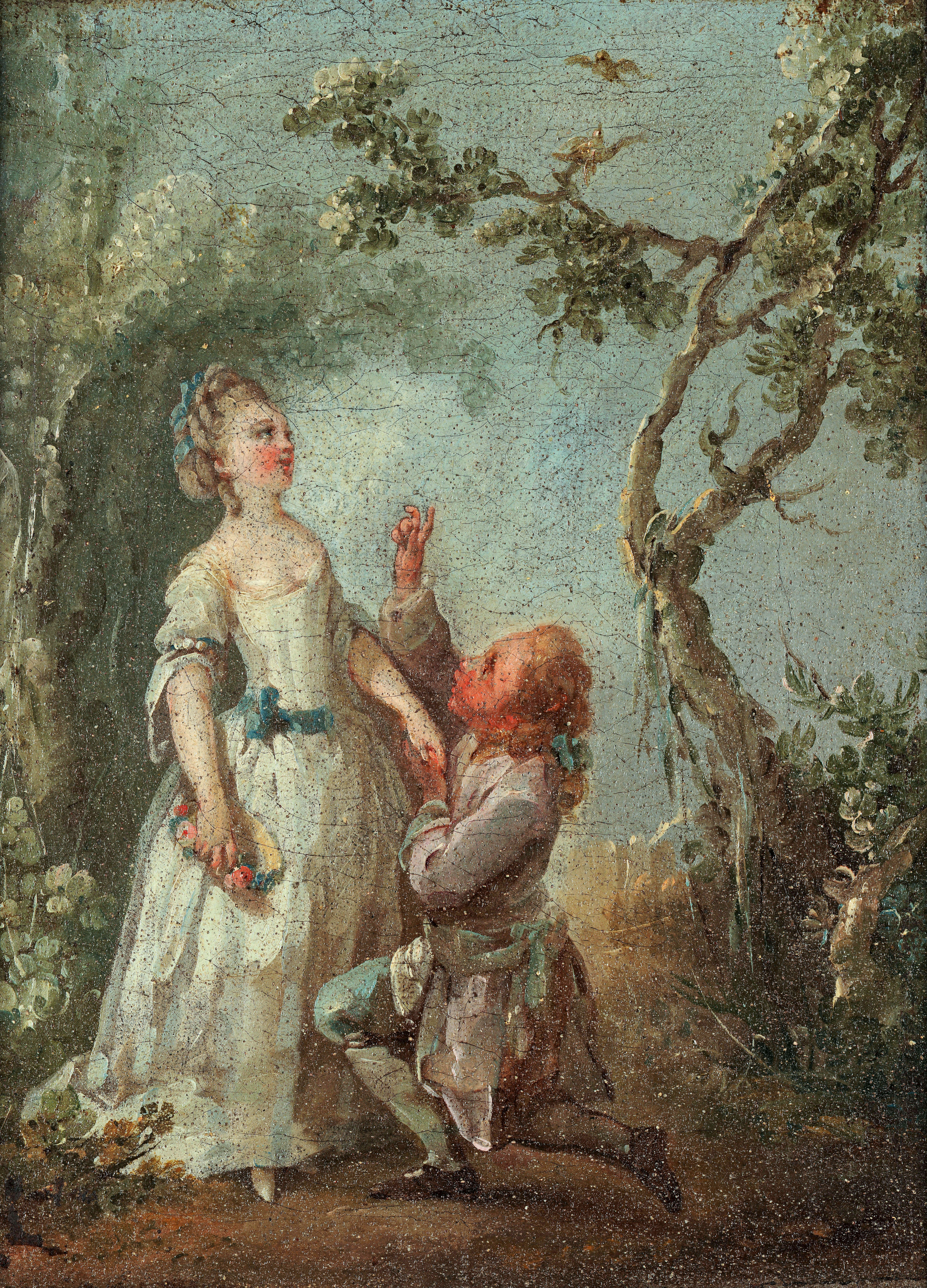
Una coppia

Rappresentò principalmente soggetti allegorici, mitologici, cristiano-religiosi, di genere, figure, interni, paesaggi e ritratti. I suoi dipinti presentano numerose scene con putti ed elementi della pittura di genere di Leida. La sua produzione artistica, che presenta reminiscenza di François Boucher, Jean-Baptiste Greuze, Alexis Grimou, Carle van Loo e Jean-François de Troy, lo fa ritenere un seguace di Peter Paul Rubens.
Divenne celebre per gli ornamenti, tipicamente rococò, con cui arricchiva opere letterarie (Metamorfosi di Ovidio). Realizzò le illustrazioni per i Contes di La Fontaine (1762), sua opera principale, e creò anche una serie di disegni decorativi (1653).